# Patinatge artístic als Jocs Olímpics d'hivern de 1936
Als Jocs Olímpics d'Hivern de 1936 celebrats a la ciutat de Garmisch-Partenkirchen (Alemanya) es disputaren tres proves de patinatge artístic sobre gel, una en categoria masculina, una altra en categoria femenina i una tercera en categoria mixta per parelles.
Les proves es disputaren entre els dies 9 i 15 de febrer de 1936 a les instal·lacions de l'Estadi Olímpic de Garmisch-Partenkirchen.

## Comitès participants
Hi participaren un total de 84 patinadors, entre ells 41 homes i 43 dones, de 17 comitès nacionals diferents. Tres patinadors (dos homes i una dona) competiren tant en categoria individual com per parelles.
| - Alemanya (7) (homes:3 dones:4) - Àustria (12) (homes:6 dones:6) - Bèlgica (4) (homes:1 dones:3) - Canadà (6) (homes:3 dones:3) - Estats Units (9) (homes:4 dones:5) - Estònia (2) (homes:1 dones:1) - Finlàndia (1) (homes:1 dones:0) - Hongria (7) (homes:4 dones:3) - Itàlia (2) (homes:1 dones:1) |  | - Japó (5) (homes:4 dones:1) - Letònia (4) (homes:2 dones:2) - Noruega (4) (homes:1 dones:3) - Regne Unit (12) (homes:6 women:6) - Romania (3) (homes:2 dones:1) - Suècia (1) (homes:0 dones:1) - Suïssa (2) (homes:1 dones:1) - Txecoslovàquia (3) (homes:1 dones:2) |

## Resum de medalles

### Categoria masculina
| Prova              | Or           | Argent      | Bronze       |
| Individual Detalls | Karl Schäfer | Ernst Baier | Felix Kaspar |

### Categoria femenina
| Prova              | Or          | Argent           | Bronze           |
| Individual Detalls | Sonja Henie | Cecilia Colledge | Vivi-Anne Hultén |

### Categoria mixta
| Prova            | Or                                | Argent                           | Bronze                                |
| Parelles Detalls | AlemanyaMaxi Herber · Ernst Baier | ÀustriaIlse Pausin · Erik Pausin | HongriaEmília Rotter · László Szollás |

## Medaller
| Posició | País       | Or | Argent | Bronze | Total |
| 1       | Àustria    | 1  | 1      | 1      | 3     |
| 2       | Alemanya   | 1  | 1      | 0      | 2     |
| 3       | Noruega    | 1  | 0      | 0      | 1     |
| 4       | Regne Unit | 0  | 1      | 0      | 1     |
| 5       | Hongria    | 0  | 0      | 1      | 1     |
| 5       | Suècia     | 0  | 0      | 1      | 1     |
|         |            |    |        |        |       |
| Total   | Total      | 3  | 3      | 3      | 9     |